# Rod Carew
Pour les articles homonymes, voir Carew.
Rodney Cline Carew (né le 1er octobre 1945 à Gatún dans la zone du canal de Panama) est un ancien joueur étoile de baseball élu au Temple de la renommée du baseball en 1991.
Il évolue comme joueur de premier but et joueur de deuxième but dans la Ligue majeure de baseball pour les Twins du Minnesota de 1967 à 1978 et pour les Angels de la Californie de 1979 à 1985. En 19 saisons et 2 469 matchs joués, il a frappé 3 053 coups sûrs. Sa moyenne au bâton en carrière de ,328 est l'une des plus élevées de l'histoire. Élu recrue de l'année en 1967, il est voté joueur par excellence de la Ligue américaine en 1977. Carew honore 18 sélections au match des étoiles, ne ratant la classique de mi-saison qu'à sa dernière campagne en 1985.
Il est 7 fois champion frappeur de la Ligue américaine. Seuls Ty Cobb (12), Rogers Hornsby (8) et Tony Gwynn (8) ont plus souvent que Carew remporté le titre de la moyenne au bâton de leur ligue. Il mène la Ligue américaine à 3 reprises et le baseball majeur en deux occasions pour le plus grand nombre de coups sûrs en une saison
Son numéro 29 est retiré par les Twins et les Angels après sa carrière. Le 19 janvier 2004 le stade national de la ville de Panama est renommé le Rod Carew Stadium.

## Carrière
À sa troisième saison en 1969, Carew réussit 7 fois le vol du marbre, dont 5 fois à la première manche du match. C'est le nombre le plus élevé de vols du marbre après le record de 8 par Ty Cobb durant la saison 1912. Carew réussit 353 vols de buts durant sa carrière de 19 saisons, mais est aussi retiré 187 fois en tentative de vol, pour un taux de réussite d'à peine 65 pour cent.
Gagnant du championnat des frappeurs en 7 occasions, il le remporte en 1972 avec une moyenne au bâton de ,318 mais aucun coup de circuit. Il est l'un des 3 joueurs de l'histoire du baseball, et le seul de l'histoire de la Ligue américaine, à remporter le titre de la moyenne au bâton sans aucun circuit durant l'année, après Ginger Beaumont des Pirates de Pittsburgh de 1902 et Zack Wheat des Dodgers de Brooklyn de 1918. L'année 1972 est la seule où Carew ne réussit aucun circuit, mais il n'en frappe que 92 en 19 ans de carrière, et jamais plus en une année que ses totaux de 14 en 1975 puis en 1977.
Il mène la Ligue américaine à 3 reprises et le baseball majeur en deux occasions pour le plus grand nombre de coups sûrs en une saison : ses 203 coups sûrs sont le plus haut total de sa ligue en 1973 et aucun joueur des majeures ne dépasse ses 218 coups sûrs en 1974 et ses 239 en 1977. Il mène la Ligue américaine avec 11 triples en 1973 et 16 en 1977. En 1977, il est aussi premier des majeures avec 128 points marqués.
Frappeur redouté, il est celui des majeures qui reçoit le plus de buts-sur-balles intentionnels (18) en 1975, et il mène l'Américaine à ce chapitre avec 15 en 1977 et 19 en 1978.
Après la saison 1978, Rod Carew jure qu'il ne portera jamais plus l'uniforme des Twins du Minnesota, l'équipe avec laquelle il a disputé ses 12 première saisons. Il est en effet furieux après avoir pris conanissance de commentaires racistes prononcés le 28 septembre 1978 par le propriétaire des Twins, Calvin Griffith, devant le club Lions de Waseca. Ce dernier affirme que Carew est un « idiot » pour accepter un salaire aussi bas et affirme qu'il a déménagé les Senators de Washington - devenus les Twins en 1961 - après avoir découvert qu'il « n'y avait que 15 000 Noirs » au Minnesota. Carew lance alors qu'il refuse d'être un « nègre sur sa plantation et de jouer pour un bigot »,.

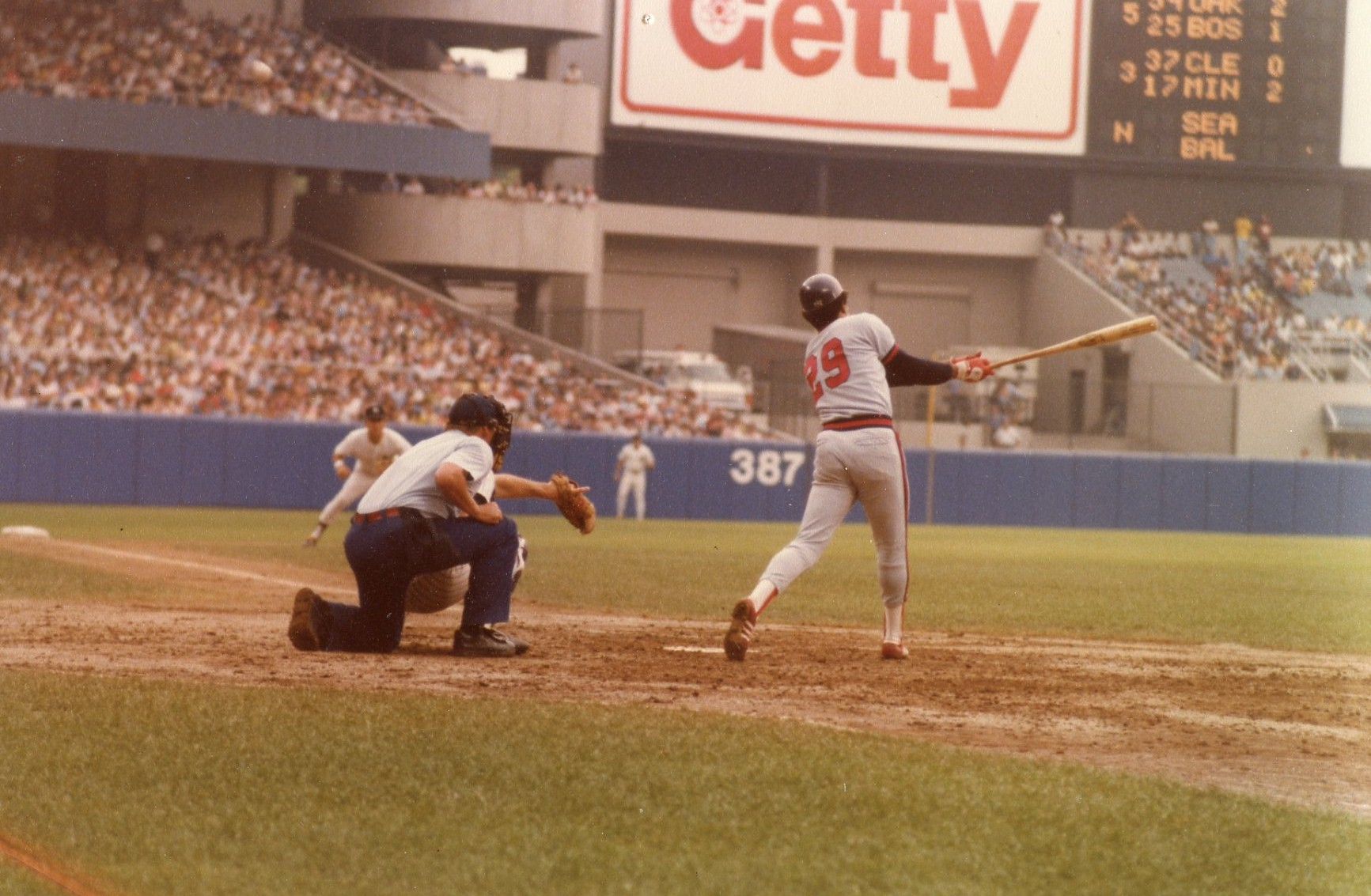
Rod Carew au bâton pour les Angels lors d'un match en 1979 au Yankee Stadium.

Carew a alors joué deux des trois saisons prévues à son plus récent contrat avec les Twins, qui lui versent un salaire annuel de 190 000 dollars. Des enchères s'ouvrent pour le joueur de 33 ans, qui veut s'assurer de signer un bon contrat avec le club auquel il sera transféré. En décembre 1978, Griffith conclut un échange de joueurs avec les Giants de San Francisco mais Carew applique son veto et bloque le transfert. Le commissaire du baseball, Bowie Kuhn, intervient alors et statue que Carew n'a pas le droit de négocier avec d'autres clubs, puisqu'il est toujours sous contrat avec Minnesota. Ce rappel à l'ordre irrite notamment les Yankees de New York, qui tente d'acquérir les services du joueur étoile. Carew est échangé des Twins aux Angels de la Californie le 3 février 1979 contre quatre joueurs : le voltigeur de centre Ken Landreaux, le lanceur droitier Paul Hartzell, le receveur Dave Engle et le lanceur gaucher Brad Havens. Kuhn sert ensuite un camouflet à Griffith, interdisant au propriétaire des Twins de percevoir la somme de 400 000 dollars qu'il avait, en plus des quatre joueurs, exigés des Angels comme compensation pour la perte de Carew.
Rod Carew est le 16e joueur de l'histoire du baseball majeur à frapper au moins 3 000 coups sûrs : il en réussit 3 053 en carrière et le joueur des Angels réussit son 3 000e le 4 août 1985 à Anaheim contre Frank Viola, un lanceur de son ancienne équipe, les Twins du Minnesota,.
En défensive, Carew joue 1 184 matchs à la position de premier but et 1 130 au deuxième but.
En 1986, Carew a toujours à 40 ans le désir de jouer une autre saison. Mais son équipe, les Angels, ne lui fait pas de nouvelle offre et aucun autre club des majeures ne se manifeste. En juin, alors que la saison 1986 bat son plein, les Giants de San Francisco lui offrent un contrat, mais Carew décline et annonce sa retraite sportive. Mais l'âge n'est pas la seule raison de l'indifférence des équipes du baseball majeur cette année-là : en janvier 1995, Carew est sur la liste des nombreuses victimes de la collusion au baseball et reçoit un dédommagement de 782 035,71 dollars pour des pertes financières encourues par les procédés déloyaux des propriétaires de clubs en 1986.
Éligible à l'élection au Temple de la renommée en 1991, il est facilement élu lorsque son nom apparaît sur 90,5 pour cent des bulletins de vote remplis et entre à Cooperstown le même été que Gaylord Perry et Ferguson Jenkins, deux lanceurs.

## Carrière d'instructeur
De la saison 1992 à la saison 1999, Rod Carew est instructeur des frappeurs de son ancienne équipe, les Angels. Son travail est important dans le processus de développement de jeunes joueurs et futures étoiles tels Jim Edmonds, Tim Salmon et Garret Anderson, les deux derniers devenant membre des Angels d'Anaheim champions de la Série mondiale 2002.
En novembre 1999, Carew est nommé instructeur des frappeurs des Brewers de Milwaukee. Déçu des misères offensives de l'équipe durant deux campagnes, il démissionne après la saison 2001.

## Palmarès
- Recrue de l'année de la Ligue américaine en 1967
- Champion de la moyenne au bâton : 1969, 1972, 1973, 1974, 1975, 1977, 1978
- Joueur par excellence de la Ligue américaine en 1977
- Vainqueur du prix Roberto-Clemente en 1977
- 18 sélections au match des étoiles
- Plus de 3 000 coups sûrs en carrière

## Vie personnelle

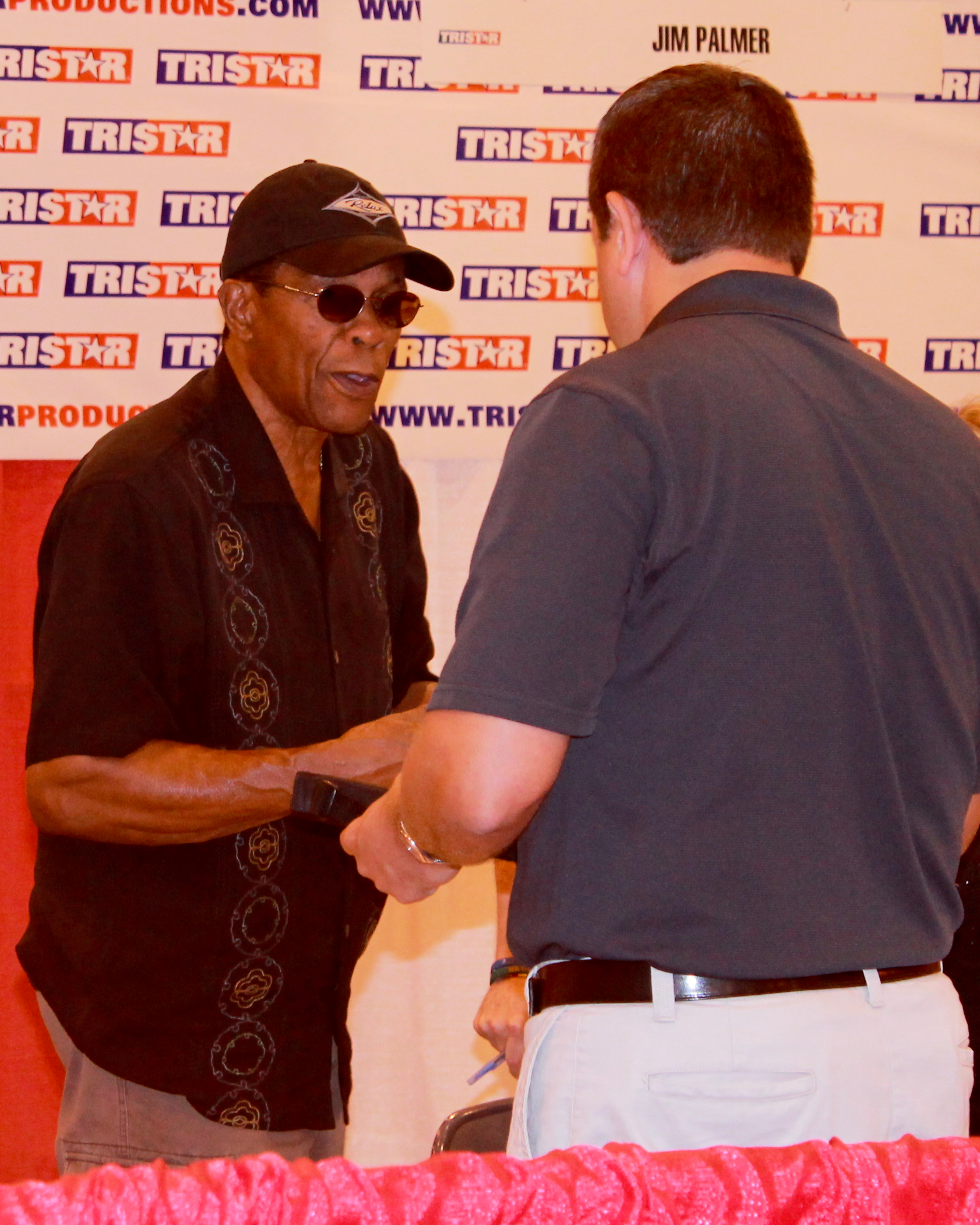
Rod Carew (à gauche) lors d'un salon pour collectionneurs en mai 2014 à Houston.

Rodney Cline « Rod » Carew voit le jour dans un train censé mener sa mère à l'hôpital pour son accouchement. Un médecin se trouvant dans le train assiste la mère lorsqu'elle donne naissance. Ce docteur se nomme Rodney Cline, les deux prénoms dont hérite le nouveau-né. Carew grandit dans un environnement violent où il est victime d'abus physiques : son père n'hésite pas à le frapper ou même le fouetter. Les deux hommes seront en froid à l'âge adulte. Carew grandit à Panama puis à New York, où sa famille s'établit alors qu'il est âgé de 15 ans.
Rod Carew épouse en premières noces Marilynn Levy, une assistante dentaire. Cette dernière est juive, contrairement à Carew, qui observe néanmoins les fêtes juives et prend congé du baseball lors de Yom Kippur. Le couple a trois filles : Charryse, Stephanie et Michelle. Le 17 avril 1996, Michelle Carew meurt à 18 ans des suites de la leucémie aiguë myéloblastique qu'elle combattait depuis 7 mois. Les docteurs estiment alors qu'une greffe de moelle osseuse est la seule chance de sauver la vie de la jeune femme, mais ni sa famille, ni les 1,9 million de personnes alors inscrites à un registre de donneurs ne sont compatibles. Les efforts pour trouver un donneur sont compliqués par le mélange complexe d'origines ethniques de la jeune femme, née d'un père noir panaméen d'origine indienne occidentale et d'une mère blanche ayant des racines russes. Les appels publics effectué par la famille et par le révérend Jesse Jackson pour trouver de potentiels donneurs aux origines similaires restent vains.
Il est marié depuis 2001 avec sa deuxième épouse, Rhonda, mère de deux enfants.
Le 20 septembre 2015, à quelques jours de son 70e anniversaire, Carew est terrassé par une crise cardiaque sur un terrain de golf de Corona en Californie. Il vit une expérience de mort imminente mais est maintenu en vie par les paramédics. Hospitalisé durant 47 jours, les médecins lui implantent un dispositif d'assistance ventriculaire gauche et il reprend lentement ses activités, comme lorsqu'il se présente en janvier 2016 à un événement pour les supporteurs des Twins, le TwinsFest.

## Dans la culture populaire
Carew est à la une du Time du 18 juillet 1977, alors que le magazine titre « Baseball's Best Hitter » (« le meilleur frappeur du baseball »).
Rod Carew est cité en 1994 dans la pièce Sure Shot des Beastie Boys,. Il est aussi mentionné, à tort, par Adam Sandler dans la première version de sa chanson The Chanukah Song, où le comédien énumère des personnalités juives et affirme que Carew s'est converti au judaïsme. Carew a observé certains rituels de cette religion, celle de sa première épouse, et a élevé ses enfants dans cette tradition, mais ne s'est jamais converti.

## Statistiques en carrière
| Statistiques de frappeur |            |            |      |      |      |      |     |     |    |      |     |     |      |      |       |       |       |
|                          |            |            | G    | AB   | R    | H    | 2B  | 3B  | HR | RBI  | SB  | CS  | BB   | SO   | BA    | OBP   | SLG   |
| Totaux                   | 19 saisons | 19 saisons | 2469 | 9315 | 1424 | 3053 | 445 | 112 | 92 | 1015 | 353 | 187 | 1018 | 1028 | 0,328 | 0,393 | 0,429 |